# Aix-en-Issart
Aix-en-Issart è un comune francese di 284 abitanti situato nel dipartimento del Passo di Calais, nella regione dell'Alta Francia.

## Storia

### Simboli
Lo stemma riprende i simboli della famiglia de Mailly (d'oro, a tre maglietti di verde), che furono signori d'Aix e di Montcavrel nel XVIII secolo.
I de Mailly si sono succeduti ai de Monchy, che portavano anch'essi tre maglietti ma d'oro in campo rosso.
Nella creazione dello stemma, il comune ha scelto di aggiungere una fascia ondata d'azzurro che riprende l'ipotesi che il nome del paese derivi dalla parola celtica ascio, che significa "corso d'acqua".

## Società

### Evoluzione demografica
Abitanti censiti